# Хайат, Алфеус
Алфеус Хайат (англ. Alpheus Hyatt; 5 апреля 1838 — 15 января 1902) — американский зоолог и палеонтолог. Профессор палеонтологии и зоологии в Массачусетского технологического института.

## Биография
Родился в Вашингтоне. Недолгое время посещал Военную Академию и Йельский университет, но в конце концов окончил Гарвард в 1862 году. Принимал участие в Гражданской войне в США, начав её рядовым и закончив в звании капитана. После войны работал в Институте Эссекса (сегодня Музей Пибоди в Эссексе). Вместе с коллегами основал American Naturalist и был его редактором с 1867 по 1870 годы.

## Семья
Супругу учёного звали Audella Beebe. Двое из их детей стали известными скульпторами.